# サラブリー・スタジアム
サラブリー・スタジアム（タイ語: สนามกีฬากลางจังหวัดสระบุรี、英語: Saraburi Stadium ）は、タイ王国・サラブリー県にある多目的スタジアムである。

## 概要
収容人数は6,000人。主にサッカーの試合に用いられ、タイ・プレミアリーグに所属するオーソットサパー・サラブリーFCとタイ・ディヴィジョン1リーグ（タイ2部リーグ）に所属するサラブリーFCがホームスタジアムとして使用している。オーソットサパー・サラブリーのメインスポンサーを務めているM-150がスタジアムの命名権も取得しているため、「M-150サラブリー・スタジアム」が正式名称である。

## 交通アクセス
タイ国有鉄道東北本線サラブリー駅よりタクシーで約10 - 15分。